# Shell Lake (Saskatchewan)
Shell Lake es un pueblo canadiense situado en la provincia de Saskatchewan.

## Superficie
Shell Lake tiene una superficie de 1,39 km².

## Demografía
En 2021, tenía 189 habitantes, una densidad poblacional de 136,3 hab./km², y 150 viviendas.